# Paraclius pendleburyi
Paraclius pendleburyi är en tvåvingeart som beskrevs av Octave Parent 1935. Paraclius pendleburyi ingår i släktet Paraclius och familjen styltflugor. Inga underarter finns listade i Catalogue of Life.